# أمسكه، تخلص منه، أقتله

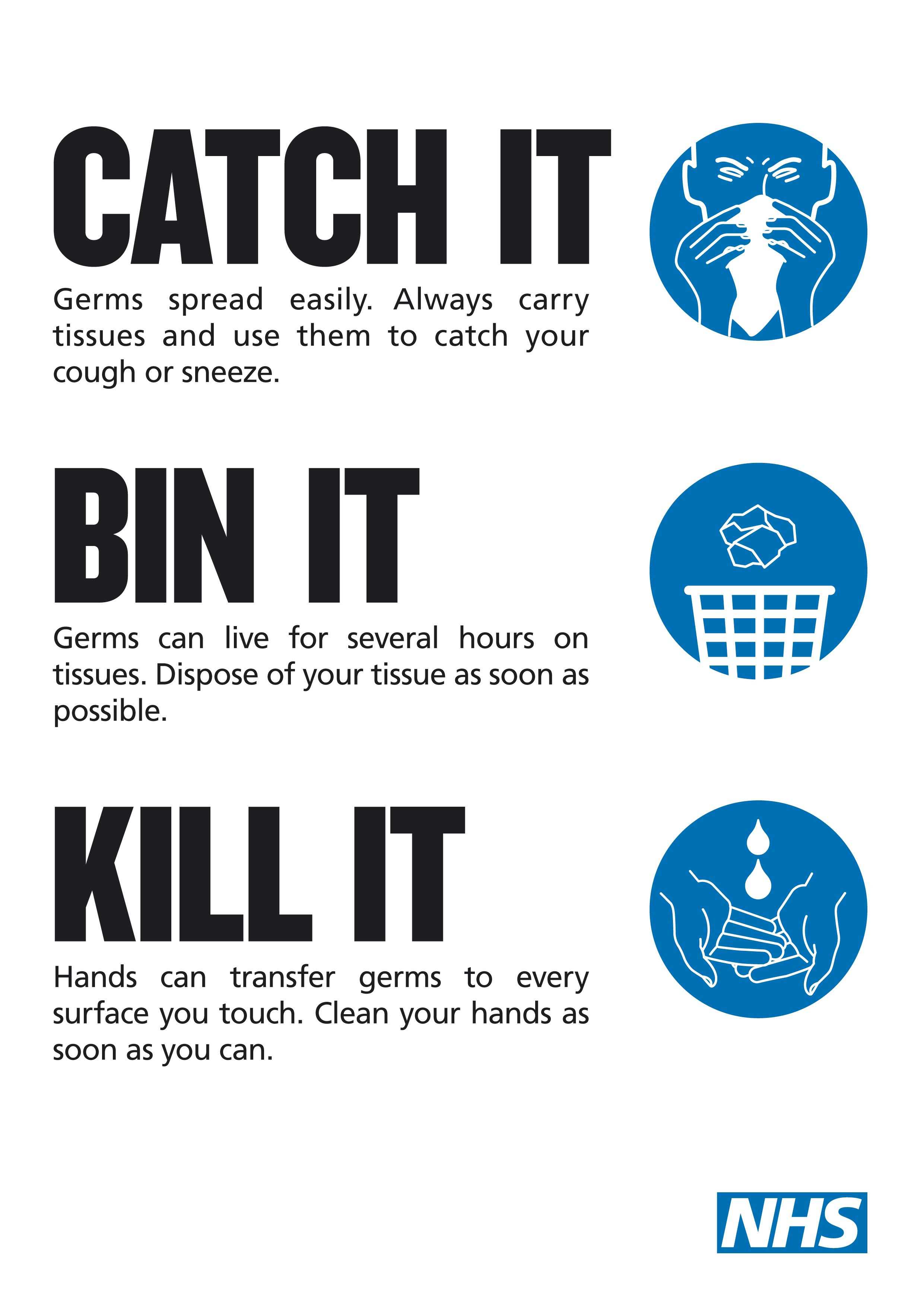

«امسكه، تخلص منه، اقتله» شعار تستخدمه الحكومة البريطانية في العديد من حملات الصحة العامة لتعزيز نظافة الجهاز التنفسي واليد بالتوصية بحمل المناديل، واستخدامها للقبض على السعال أو العطاس، والتخلص منها في سلة النفايات، ثم قتل أي جراثيم متبقية بغسل اليدين. وفي عام 2007، وفي أعقاب الأدلة التي تشير إلى أن سلامة الجهاز التنفسي وصحة اليدين قد تؤدي إلى الحد من انتشار الأنفلونزا، ظهرت هذه العبارة في حملة حكومية نشرت التوجيه «امسكه، تخلص منه، اقتله» في جميع أنحاء دائرة الصحة الوطنية، في الحافلات والقطارات وفي المكتبات ومراكز التسوق ومراكز الشرطة.
وفي عام 2009، حظي الشعار باهتمام واسع النطاق عندما مولت الحكومة استخدامه في حملة إعلامية وطنية للتصدي لوباء أنفلونزا الخنازير في عام 2009. وفي تلك السنة، مُنح تمويل لإجراء بحوث لدراسة السلوك العام وتأثير مبادرات مثل الحملات التي تستخدم الشعار. وذكر أحد الباحثين أنه «إلى أن يصبح اللقاح جاهزاً، فإن الأداة الرئيسية لمكافحة وباء الإنفلونزا هي سلوك الناس. فعلى سبيل المثال، يمكن لنظافة الجهاز التنفسي واليد الجيدة، كما تلخص ذلك حملة دائرة الصحة الوطنية» امسكوها واقضوا عليها«، أن تبطئا انتشار الوباء.» قام مجلس البحوث الطبية في وقت لاحق بتمويل تجربة عشوائية مضبوطة لدعم الأدلة على الحملة. وقد عُرضت الرسالة على الأطفال باستخدام لعبة إلكترونية تديرها مؤسسة الصحة العامة في إنكلترا (PHE)، وأُتيح ملصق قابل للتنزيل، يستهدف بوجه خاص خدمات الرعاية الأولية في المملكة المتحدة. وقد أعادت المنظمة إحياء هذه العبارة والملصق في الحملات اللاحقة، بما في ذلك في عام 2020 أثناء وباء كوفيد-19 الذي تسبب فيه سارز -كوف -2، وأُدرجت هذه العبارة والملصق في «خطة العمل» الحكومية التي كُشف عنها النقاب في 3 آذار/مارس 2020 عقب ارتفاع حالات كوفيد -19 في المملكة المتحدة.

## شعار
«امسكه، تخلص منه، اقتله» هو شعار  واسمه مرتبط بحملات التوعية العامة التي تقوم بها الصحة العمومية في إنكلترا ضد الإنفلونزا وفيروس النوروفيروس. يظهر الشعار على ملصق يمكن تحميله، ينشرها المعهد الوطني للإحصاء الصحي ويستهدف بشكل خاص خدمات الرعاية الأولية في المملكة المتحدة.

## الهدف منه
استخدم شعار «امسكه، تخلص منه، اقتله» للحد من انتشار الأنفلونزا وفيروس النوروفيروس، من خلال «ممارسات التنفس الجيدة وصحة اليدين». تهدف إلى تغيير السلوك  وتشجيع آداب السعال، بقصد حماية النفس والآخرين من الجراثيم. تفترض الحملة أن الناس يعرفون أن «السعال والعطس ينشرون الأمراض» (عبارة من حملة مبكرة لوزارة الصحة)، وهي مجرد «دفع (وكزات)»  أو يذكّر الناس بحمل المناديل، أو استخدامها اثناء السعال أو العطس، والتخلص منها في سلة المهملات، ثم قتل أي جراثيم متبقية بغسل اليدين:
ادعى خمسة وتسعون بالمائة من الأشخاص في إحدى الدراسات الأمريكية أنهم غسلوا أيديهم بعد استخدام المرحاض، ولكن 67 ٪ فقط فعلوا ذلك. عند مراقبة السلوك في المملكة المتحدة، قام ثلث الرجال وحوالي ثلثي النساء بغسل أيديهم بعد زيارة المرحاض. يهدف الشعار إلى أن يكون بارزاً،  و «مقنعاً بجعل الناس يشعرون بالسوء»  عن طريق زرع الذنب بين الذين لا يلتزمون بالنصيحة ومن ثم يجازفون بنقل الفيروسات وغيرها من الممرضات إلى الآخرين.

## الحملات
في تشرين الثاني/نوفمبر 2007 ، وعقب استعراض لنظافة اليدين نُشر في المجلة الطبية البريطانية وورقة بحث نُشرت في المجلة الأمريكية لمكافحة العدوى، التي «حذرت (وحذرت) من أنه في حال حدوث وباء الأنفلونزا، ستكون نظافة اليدين الجيدة خط الدفاع الأول خلال الفترة المبكرة الحرجة قبل توافر التطعيم بالجملة» ، أطلقت الحكومة حملة تنفسية وتنظيف اليدين باستخدام شعار «امسكه، تخلص منه، اقتله» (منع انتشار الزكام والأنفلونزا من خلال تشجيع الناس على اتباع الإجراءات الصحية التنفسية والصحية عند السعال والعطس). وظهرت إعلانات في جميع أنحاء دائرة الصحة الوطنية على الحافلات والقطارات وفي المكتبات ومراكز التسوق ومراكز الشرطة. استُهلت مرة أخرى في تشرين الثاني/نوفمبر 2008،  وأُعيدت إحياؤها في حملات مماثلة في السنوات اللاحقة.

### إنفلونزا الخنازير في المملكة المتحدة عام 2009
وقد حظي الشعار باهتمام واسع من وسائل الإعلام في عام 2009 عندما استُخدم خلال جائحة أنفلونزا الخنازير في ذلك العام ووجوده في المملكة المتحدة لتشجيع نظافة الجهاز التنفسي واليد للحد من انتقال أنفلونزا الخنازير. بدأت الحملة في نيسان/أبريل، أي في وقت سابق من العام عن حملتي الأنفلونزا السابقتين بسبب الزيادة المتوقعة في حالات أنفلونزا الخنازير. أعلن ألان جونسون، وزير الصحة آنذاك، «امسكه، تخلص منه، اقتله» وقال إن «القواعد الثلاثة للأنفلونزا الموسمية هي نفسها بالنسبة لأنفلونزا الخنازير: إذا سعلت أو عطست، استخدم منديلاً لتغطية فمك وأنفك، ارمه بعناية بعد استخدامه، واغسل يديك. الرسالة هي: امسكه، تخلص منه، اقتله»
وفي خريف عام 2009، وقبل إنفلونزا الشتاء الموسمية، أعاد وزير الصحة الجديد، آندي برنهام، تكرار هذا الشعار، وبُث على التلفزيون ونُشر في الصحف. قال إن «تطعيم الفئات المعرضة للخطر جار على قدم وساق -وهو دفاع حاسم ضد أنفلونزا الخنازير. لكن لا يمكننا تطعيم الجميع على الفور».كما اظهر أحد الاعلانات طفلا يلعق ابهامه بعد التقاط جهاز تلفزيون لمسه ابوه بعد العطس. ظهرت في شكل مطبوع وفي منشورات سلمت يدوياً تنصح باستخدام المزيد من المناديل ثم رميها.
وقد أصبحت هذه العبارة مصدر إلهام لمقطوعة أنفلونزا الخنازير، وهي مقطع فيديو موسيقي لراب أطلق أثناء وباء أنفلونزا الخنازير في الفترة 2009-2010. استقبلت أكثر من 000 10 زيارة في غضون ثلاث ساعات من صدورها.

### فترة 2010
جمد استعراض الإنفاق لعام 2010 تمويل التسويق الحكومي، ولم يُعاد إطلاق حملة «اصطاده، اقتله، ضمه» في عام 2010. مع ذلك الحملات التي تنشطها الحكومة أُعيد إطلاقها في السنوات اللاحقة، بما في ذلك كانون الثاني/يناير 2011  2012 و  2013. أدى ارتفاع الأنفلونزا الموسمية في عام 2015 إلى إعادة إطلاق شعار «اصطاده واقتله» في حملة في ذلك العام، عندما أذاعت الصحف والإذاعة والفيديو عند الطلب والإعلانات الرقمية تفاصيله لمدة ثلاثة أسابيع. وأوضح نيك فين، رئيس قسم الامراض التنفسي في مستشفى فاي فاي آنذاك: «من خلال هذه الحملة نحثّ الجميع على حمل الانسجة واستعمالها للامساك بالسعال أو العطس، ووضع المناديل المستعمل في سلة المهملات في اقرب وقت ممكن، ثم غسل ايديهم وقتل الجراثيم». عقب تنشيط آخر للحملة في عام 2018،  أدى ظهور حالات الأنفلونزا مبكرا في عام 2019 إلى إطلاق حملة «إمساك الأنفلونزا، قتلها، دمها» في كانون الأول/ديسمبر من ذلك العام.

### كوفيد-19 في المملكة المتحدة
في عام 2020، يستخدم الشعار للحد من انتشار فاشية فيروس كورونا المستمرة في الولايات المتحدة بسبب سارز -كوف -2. اعتمدت سالي بلومفيلد، أستاذة كلية لندن للصحة وطب المناطق المدارية، إستراتيجية "امسكه، وتخلص منه، وأقتله" للوقاية من فاشيات الأنفلونزا السابقة والنمط 19 الجديد، وحذرت أيضاً من إعادة المناديل المستعمل إلى الجيب والسعال في كوع مثني عندما لا يكون المنديل متوافراً.، التي كُشف عنها في 3 آذار/مارس 2020، أُدرجت هذه العبارة في 'خطة عمل' الحكومة من أجل "مكافحة" الكوفيد -19،  التي تسمى أيضاً "خطة المعركة"، ، والتي جاء فيها أن "الكثير من الإجراءات التي يمكن أن يتخذها الناس أنفسهم -لا سيما غسل الأيدي أكثر، ووضع إستراتيجية لمن يعانون من السعال والعطس -يساعد أيضا في تأخير بلوغ العدوى ذروتها. في اليوم نفسه، ذكرت الجارديان أن زيادة الإشهارات ستخدم الغرض من هذه العبارة. في عام 2020، واستجابة لما ورد في الكوفيد -19، وضعت دائرة الصحة الوطنية في إنكلترا الملصق المعنون "أمسكه، تخلص منه، اقتله" تحت التنزيل لأغراض الرعاية الأولية  ومكان العمل.

## ابحاث
في عام 2008، أفاد تقرير صادر عن وزارة الصحة بشأن الإعلان الذي يرمي إلى تشجيع ممارسات أفضل في مجال النظافة الصحية لليد والتنفس لدى الأمهات بأن الأمهات يجدن أن هذه العبارة يسهل تذكرها وأن أطفالهن سيدرسونها. في عام 2009، مُنح تمويل لباحثين من كلية لندن الجامعية لدراسة السلوك العام وتأثير مبادرات مثل الحملات التي تستخدم الشعار. وفي ذلك العام، ذكر أحد الباحثين أنه «إلى أن يصبح اللقاح جاهزاً، فإن الأداة الرئيسية لمكافحة وباء الإنفلونزا هي سلوك الناس. فعلى سبيل المثال، يمكن لنظافة الجهاز التنفسي واليد الجيدة، كما تلخص ذلك حملة دائرة الصحة الوطنية» امسكه، تخلص منه، اقتله«، أن تبطئا انتشار الوباء.»قام مجلس البحوث الطبية في وقت لاحق بتمويل تجربة عشوائية مضبوطة لدعم الأدلة على توصيات الحملة ومشورتها. ونشرت النتائج في عام 2015. استخدمت التجربة مورد تعليمي دولي، بقيادة وزارة الصحة العامة، لتعليم الأطفال عن النظافة الصحية والمضادات الحيوية، البقّ الإلكتروني، الذي أنتج ألعاباً لإقرار الرسالة.

## استجابة
ذكرت امرأة كانت حاملاً وتعيش في غلاسكو وقت حدوث وباء إنفلونزا الخنازير في الفترة 2009-2010 بعبارة «امسكه، تخلص منه، اقتله» التي ظهرت على التلفزيون، قائلة «من الواضح أنه فعال». وفي رواية أخرى، تتذكر المرأة هذه العبارة، وتتذكر جزئيا إعلانا لرجل في وسائل النقل العام «يلمس الأشياء». وفي مقابلات أخرى، أقرت مجموعات بأن هذه العبارة تعزز الاشمئزاز من الأشخاص الذين يسعلون أو يعطسون في وسائل النقل العام. ورأى البعض أن شعار «مثير للضحك» يشكون في فعاليته. نفس المجموعة تذكرت وربطت ذلك مع إنفلونزا الخنازير الحقيرة  ويركز الشعار على تدريس النظافة الصحية في المدارس. وصف الصحافي سيمون غارفيلد هذه العبارة بأنها تحمل «هواء محبب بشكل طفيف وعلامة مؤسفة»، لكنه اعتقد أن «سياسة الحملة تبدو سليمة: فالإعلانات التلفزيونية، على سبيل المثال، عندما يعطس رجل في مصعد ويصيب بذلك كل من يلمس الدرابج، ثم كل من يلمس الناس الذين يلمسون الدرابج، تعطي رسالة بسيطة، ليس على الأقل عندما يصاب الممثل في المصعد بإنفلونزا الخنازير».